# إيندا ستيفينز
إيندا ستيفينز (بالإنجليزية: Enda Stevens) (9 يوليو 1990 بدبلن في جمهورية أيرلندا - ) هو لاعب كرة قدم أيرلندي في مركز الظهير. شارك مع منتخب جمهورية أيرلندا تحت 21 سنة لكرة القدم. أما مع النوادي، فقد لعب مع أستون فيلا وباتريك أتلتيك ونادي بورتسموث ونادي دونكاستر روفرز ونادي شامروك روفرز ونادي كلية جامعة دبلن ونوتس كاونتي ونادي نورثامبتون تاون.

## وصلات خارجية
- إيندا ستيفينز على موقع الاتحاد الدولي (مؤرشف)  (الإنجليزية)
- إيندا ستيفينز على موقع الاتحاد الأوربي (الإنجليزية)
- إيندا ستيفينز على موقع قاعدة بيانات كرة القدم.إي يو (الإنجليزية)
- إيندا ستيفينز على موقع ناشيونال فوتبول تيمز (الإنجليزية)
- إيندا ستيفينز على موقع Soccerbase.com (لاعب) (الإنجليزية)
- إيندا ستيفينز على موقع Soccerway.com (الإنجليزية)
- إيندا ستيفينز على موقع عالم كرة القدم.نت (الإنجليزية)
- إيندا ستيفينز على موقع AS.com (الإسبانية)